# Paolo Ferraro
Paolo Ferraro (Favara, 25 dicembre 1870 – Agrigento, 2 novembre 1902) è stato un brigante italiano.

## Biografia
Basso, di robusta e muscolosa corporatura, di colorito bruno, senza barba né baffi e con gli occhi celesti, era intelligente, astuto e agile. Grazie alla stima di facoltosi proprietari terrieri poté uscire indenne per diverso tempo. Dai documenti dell'Archivio di Stato di Agrigento emerge una figura di bandito che incuteva paura e terrore a tutto il paese. Sul suo capo vennero emessi 11 mandati di cattura e una taglia di 5 000 lire.
Il 29 ottobre 1886, insieme al fratello Calogero, senza però fare uso di alcuna arma, partecipò al ferimento del compaesano Carmelo Zambito. Calogero riportò, nella sentenza del 28 giugno del 1887, una condanna a 18 anni di lavori forzati mentre Paolo, a nove anni, per concorso in omicidio ma in contumacia; sempre in contumacia, per alcuni reati commessi tra il 1890 e 1893, il 13 maggio 1893 fu emessa dalla Corte d'assise di Agrigento, una sentenza che lo condannava a 8 anni, 10 mesi e 20 giorni di vigilanza speciale, per mancato omicidio nei confronti di un tale Angelo Cusumano, reo di averlo sparlato in paese. Nel 1899 uccise suo zio Tommaso solo per il sospetto di averlo tradito. Il 22 aprile 1902 uccise con due fucilate Gaspare Caramanno, informatore di polizia che aveva tramato più volte contro di lui per farlo cadere in un'imboscata; dopo averlo ammazzato gli fracassò la testa a colpi di pietra. Sparò poi a Pasquale Cusumano, un compaesano rivale in amore, reo di aver guardato una donna che lui desiderava; Paolo infatti non sopportava che questa preferisse un altro a lui. Uccise anche Antonio Capodici, un uomo povero che aveva osato bastonare una gallina della sua amante per poi rubarla; la donna riferì tutto a Paolo che non esitò quindi a vendicarla. Nel giugno del 1902 la donna che tanto desiderava e suo marito, dopo essere emigrati in America, ritornarono a Favara. Egli li uccise entrambi pochi giorni dopo, in contrada Gelardo.
Si tramanda che don Gabriele Dulcetta, ricco proprietario terriero del feudo della contrada Misita e che poi sarà il mandante dell'omicidio del medico Pietro Vasta, conversando con il presidente del tribunale di Agrigento, tessé tante lodi al bandito da spingere il magistrato a conoscerlo. Dopo alcuni mesi durante un pranzo a casa del Dulcetta insieme con il presidente del tribunale furono serviti i pasti da un cameriere arzillo e sorridente. Il presidente che voleva conoscere il bandito, finito il pranzo non esitò a chiedere al Dulcetta dove fosse. Dulcetta fedele alla promessa di farglielo conoscere rispose che Paolo Ferraro era proprio il cameriere che aveva servito il pranzo. Il presidente allora chiese di farlo venire al tavolo, ma il padrone di casa rispose che ormai era lontano almeno 10 chilometri da quel luogo.

### Cattura e morte
Il 2 novembre 1902 durante la sua cattura in contrada Burraitorto ad Agrigento, parteciparono 16 gruppi di poliziotti. Circondato e senza via di fuga, dopo avere ferito il maresciallo della compagnia, fu ferito cinque volte: al dorso della spalla, alla spina dorsale, al fianco destro, sotto la scapola sinistra e nella parte anteriore in corrispondenza delle ultime costole del torace sinistro. Il cadavere giaceva ai piedi di una collina con l'arto inferiore sinistro accavallato sul destro; la mano destra teneva una doppietta a retrocarica con due colpi esplosi; un coltello, 33 capsule cariche a palla e a mitraglia per fucile a retrocarica. Addosso al gilet aveva una catenella d'oro, un orologio e cinque sigarette marca d'oro; nella tasca sinistra un piccolo pettine; attaccato al collo portava una catenina con l'immagine di Maria S.S. del Carmelo e una medaglia di rame con l'effigie di Maria S.S. di Pompei; nel portafoglio aveva 20 lire e due immagini sacre.